# Eckhart Vogt
Eckhart Vogt (auch Eckhardt, * 3. Januar 1898 in Breslau; † 10. Mai 1977 in Marburg) war ein deutscher Physiker und Professor an der Philipps-Universität Marburg.
Vogt lehrte Festkörperphysik. 1927 wurde er Assistent und Oberassistent von Eduard Grüneisen, der ihn sehr förderte. Er habilitierte sich 1932 in Marburg und wurde 1938 zum außerordentlichen Professor ernannt. Er untersuchte die
Heuslersche Legierung weiter sowie andere magnetischen Metalle und arbeitete vielfach mit der Industrie zusammen.
1933 unterzeichnete er das Bekenntnis der Professoren an den deutschen Universitäten und Hochschulen zu Adolf Hitler.

## Schriften (Auswahl)
- Zum Dia- und Paramagnetismus der Metalle (In: Annalen der Physik, 1932)
- Physikalische Eigenschaften der Metalle: Metallelektronentheorie, thermischelastisches Verhalten, Magnetismus (Leipzig 1958)